# Clem Clempson
Clem Clempson (narozen jako David Clempson, 5. září 1949, Tamworth, Staffordshire, Anglie) je anglický rockový kytarista, který hrál v mnoha hudebních skupinách, z nichž nejznámějšími byly Colosseum s Jonem Hisemanem a Dick Heckstallem-Smithem a Humble Pie se Steve Marriottem a Gregem Ridleyem.

## Hudební kariéra
Svou kariéru začal koncem 60. let v triu Bakerloo, pak se v 70. letech připojil ke skupině Colosseum a hrál ve skupině Colosseum i po jejím obnovení v roce 1994. Potom co se skupina Colosseum rozpadla odešel v roce 1971 k Humble Pie, kde nahradil Petera Framptona. Po rozpadu Humble Pie v roce 1975 společně s Gregem Ridleyem a bubeníkem Cozy Powellem založili skupinu Strange Brew (v téže době se Clempson pokoušel o post kytaristy v Deep Purple, ale vyhrál Tommy Bolin). Ačkoliv hrál v Marriottových All Stars, rozhodl se nepřipojovat k obnovovaným Humble Pie v roce 1980.